# 3502 Huangpu
3502 Huangpu (1964 TR1) là một tiểu hành tinh vành đai chính được phát hiện ngày 9 tháng 10 năm 1964 bởi Đài thiên văn Tử Kim Sơn ở Nanking.